# 性交
性交（英語：sexual intercourse）也称交媾（coitus），通常指阴道性交（vaginal intercourse）或阴道性爱（vaginal sex），是指男性將勃起狀態的陰莖跟女性陰道互相接合並在內反复摩擦的性行为。主要目的是為了通过不断性刺激獲得快感，最終引發射精以繁殖下一代。
阴道性交是最常见的人类性行为，但并不是唯一常见的一种。其它插入式性行為包括肛交（將陰莖與肛門和直腸互相接合）、插入式口交（陰莖進入口腔或口舌進入陰戶或肛門）、插入式指交（以手指插入陰戶或肛門）、插入假陰莖（特別是捆綁式假陰莖）至性器官。這些活動牽涉到個體與個體之間的身體接觸，當事人通常能從中獲得身心之愉悅感，人類性行為亦有助加強人與人之間的感情纽带。
「性交或其他性活動包含什麽成分在內？」此一問題有着許多不同的看法及答案，對此問題抱持的觀點亦可能影響当事人對性健康的看法。儘管性交一詞通常指的是陰莖－陰道交，和能產生后代的交合，但它亦普遍地代指带侵入成分的口交，以及陰莖－肛交，但代指后者的情況則較为常見。它通常由「插入與否」此一點來定義。而諸如不帶侵入成分的舔陰、互相撫慰等非插入式性行為，則一般會被統稱為体外性行为（outercourse）。然而非插入式性行為在一些情況下亦會遭認作「性交」。「性愛」（sex）一詞通常是在代指性交，但其亦可指任何形式的性活动。因為人們可從像性交般的性行為感染性傳播疾病的缘故，所以世界卫生组织建议人們應實行安全性行為，儘管非插入式性行為能顯著降低從中感染的風險。
在人类社会中，许多国家对性行为都有着某种的法律限制，比如近親性交、與未成年人、動物、性工作者、非自願者發生的性行為，以至同性性行為、婚前性行為、婚外性行為。宗教信仰在與性行為有關的抉擇中亦扮演了一定的角色，比如與处女相关的抉擇，以及相關的法律和公共政策。不同宗教及教派对性的看法差異很大，雖然當中亦有相同之處，比如對通奸的反對及禁止。
非人動物的生殖性性行为一般會稱為「交配」（copulation），當中精子可以不經陰道的方式來進入雌性的生殖管道，比如泄殖腔交配（cloacal copulation）。對於大多數哺乳动物而言，交配會在發情期發生（雌性生殖週期中最有可能發生受精的時間段），增加了成功受精的機會。然而人类目前已知無論雌性是否處於發情期，倭黑猩猩、海豚、黑猩猩這些物種都會照樣地從事性交，並會發生同性性行为。就像人類主要是為了享乐而從事性活動一樣，上述動物也同樣被認為會為了享受而從事性交，性交還成为了加強牠們社會紐帶的促成因子。

## 定義

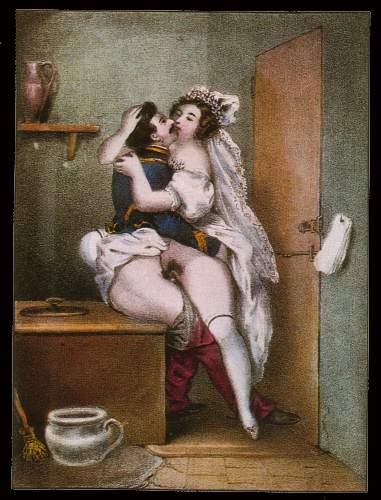
由阿希尔·德微理亚於19世紀所绘的一幅畫作，畫中一對伴侣正在进行陰道性交

性交可由不同的詞語來代稱，包括交配（copulation）、交媾（coitus）、交尾（coition）、性交合（intercourse）。交媾的英語「coitus」是由拉丁语「coitio」或「coire」衍生而來，其意思為「一同到达或一同參與」，在拉丁语中其泛指各式各樣的性活動，但一般情况下它所指的是陰莖－陰道交。它亦常遭稱為陰道交（vaginal sex）或阴道性交（vaginal intercourse），以上兩者皆可指任何與陰道有关的性活動，尤其是帶侵入成分的，包括女同性伴侣間的性活動。相反，交配更經常地指非人動物的交媾過程；它可代表異性或同性配偶間的任何性活動，但一般定義為一種把精子從雄性體內轉移到雌性體內的性生殖行為，或雄性和雌性之間的有性生殖行為。

### 俚語
儘管「性交」及「性愛」（sex）这两个詞最常指的是陰莖－陰道交，但「性愛」及「發生性行為/有過性關係」亦可指任何涉及二人或以上的插入或非插入式性行為。世界衛生組織（WHO）指出，非英語系語言和文化「對性活動的描述用語及其所包含的含義都稍有不同」，用於描述性交或其他性活動的通俗語（俚語）和委婉語亦有所差異。

#### 中文
中文中「性交」的俚語包括：“肏”（官话方言，由于早期字符编码限制常用“操”或“靠”替代）、「干」、“日”（西北官话，源自宋元时期的粗口“入”）、「屌」（粤语）、「扑野」（粵語）、「𠚺」（閩語）、「搞」、「打砲」、「推炮」、「采百花/突板活」（白族俚語，後者为其白语）等，以及「房事」、「行房」、「做愛」、「愛愛」、「嘿咻」、「炒饭」（台灣俚語）、「人事」、「房內」、「房中」、「房事」、「周公之禮」、「敦伦」、「魚水之歡」、「陰陽交合」、“夫妻生活”、“大保健”、“生命的大和谐”、「啪啪啪」、「牝牡之合」、“巫山云雨”、“睡”、“打扑克”、“多人运动”等刻意用更“文雅”些的隐喻来避免粗口以便迎合政治正确和互联网审查的隐讳用语。

#### 英文
英語中的「fuck」、“screw”、“bang”、“pump”、“root”、「shag」、「sleep with」等词都是「性交」及「性愛」的俚語。以勃起的陰莖插入陰道此一行為在英語中亦遭稱為「intromission」，等同拉丁語的「immissio penis」（皆指插入陰莖）。

### 定义争议
比起其他性行為，陰道/肛/口交更常遭界定為性交。雖然非插入式性行為和非陰莖－陰道交的性活動亦可能遭界定是性交，但是它們也可以被認為是避免失貞的一種手段，以至被界定為「體外性行為」。相比起肛交，口交更常發生此一情況。異性性伴侶更常視陰莖 - 陰道交為失貞的部分原因在於肛交或口交除了可為異性性伴侣带來愉悦感外，還可以是沒有從事生殖性行為時避免失貞的一種選擇。一些男同性戀者亦会同樣地以陰莖摩擦或口交來避免失貞，因為他們視陰莖－肛交如同性交，並會導致失貞。而其他男同性戀者会以陰莖摩擦或口交作為他們最主要的性活動。女同性戀者則可能会視口交或指交等同性交，並以女陰摩擦作為她們最主要的性活動。
研究者通常將性交限定為陰莖－陰道交，同時使用其他術語去把性交以外的性行為區分，例如肛交或口交。理查德·勒納和勞倫斯·斯坦伯格這兩位學者指出，研究者們「很少公開他們怎樣定義性愛（sex）一詞，定義中的潛在差異亦很少在學術界中討論及解決。」勒納和斯坦伯格認為，研究者對陰莖－陰道交「這種形式的性活動有着一種文化上的偏见」，並對「不容置疑地把性愛等同性交此一問題」表示關注，因為「『受訪者怎理解那些關於性活動的問題，是否與研究者所想的一致？』此一點仍沒有系統地訪問調查。」此一問題點可把其他形式的性活動降格為一種「前戲」，甚至使它們不被視為「真正的性行為」，並限制了強奸的定義。在概念上把性愛與陰道交混为一谈此一點，可能会削弱了非異性戀者獲得性功能障礙及可能從事之性行為的信息的真偽性，異性戀者可能從事的非陰道性活動的信息亦同樣如是，其真偽性亦都可能因此而削弱。
研究發現性交的定義有時是有爭議的。1999年一項由金賽研究所進行的研究中，先在美國29個州份隨機地取得599个大學生樣本，其後對他們進行訪談。结果發現「所有大學生受訪者都認為陰莖－陰道交是一種性愛活動」，19-20%認為肛交不是一種性愛活動（sex），還有60%的受訪者認為口部－生殖器（咂陽、舐陰）接觸不能算作有過性關係（have sex）。一項在2003年發表於《加拿大性學期刊》的研究則同樣地聚焦於來自美國、英國和澳大利亞等地的大學生對「有過性關係」的定義，「在這三地的研究中，絕大多數受訪者（超過97％）都把陰莖－陰道交包括在『有過性關係』的定義中，認為陰莖－肛交是有過性關係者則較少有（70％至90％之間）......把口部－生殖器行为定為有過性關係的受訪者约有32％至58％」美国疾病控制与预防中心（CDC）在2009年指出：「儘管青少年從事口交的頻率及有從事者的人數有限，但有些數據表明，許多從事口交的青少年不認為那是『有過性關係』。因此，他們可能會以口交為體驗性行為的一种選擇，但在心中認為自己仍是在禁欲。」
性活動研究的問題具体性還可影響受訪者對性交或其他性行為的定義。金賽研究所的另一項研究則訪問484個年齡介乎18-96歲之樣本。結果顯示將近95%的受訪者同意「陰莖－陰道交就是『有過性關係』，但当問題變得更为具体时，此數值就有了變化。」11%的受訪者以有没達至高潮去定義有過性關係與否，認為不存在性高潮即表示没「有過性關係」。「大約80%的受訪者認为陰莖-肛交亦等同『有過性關係』，約70%則認為口交等同『有過性關係』 。」有沒有使用避孕套也是一個影響因子，一些人認為有避孕套保護的性行為不是「真正的性行為」。一項研究報告指出，年齡較大的男性（65歲或以上）更為傾向不把有避孕套保護的性活動視為真正的性行為。此一觀点在非洲男性間十分普遍，在該地涉及避孕套保護的性活動通常與完全的去勢有關，因為避孕套可防止直接的生殖器接觸。

## 有关表現及行为

### 感情纽带
從純生殖活動到情感結合，性交起到廣泛作用。性交和性活動通常在人類的感情纽带中扮演着十分重要的角色。性行為本身亦有加強感情纽带和與伴侣一同享樂的功用。
對於人類及倭黑猩猩而言，雌性的排卵相對較為隱蔽，所以不論雌性自身抑或其伴侣，通常都不知道雌性一方在某個時刻会否受孕。這種独特的生物特徵之所以出現，可能是因为能够在性伴侶之间形成牢固的感情纽带，还可能是因为有助于人類建立長期伴侣關係，避免直接生育后代。此一影響在人类中尤其明顯，其会加強社區中的協作行為。另外，性行為也增強了個體之間的社會性纽带，並有助更为龐大的社會結構的形成。由此産生的結果——協作，便成為了集體行動的誘因，並能以此增加群體之中每個個體生存的機會。

### 刺激方法及生理学
在大多數哺乳動物當中，生殖器官的解剖特徵以及神經系統的某些迴路是特地為了異性間的交配而形成的，交配此一行為相當於一系列的本能性反應：勃起、陰道潤滑、脊柱前凸、臥下、插入、抽送、射精。這些反應由激素所制控，並受到性費洛蒙的作用所軀使。在人科（包括人類）此一分類之下，一些控制交配的生物性因子已在演化過程中遭到修改。就神經調控此一層面而言，那些變化在人類女性中尤其明顯。非靈長類動物的雌性只有在發情期期間才會進行交配，但對於屬人科的雌性動物而言，她們在月經週期中的任何一點都可進行性交。儘管性費洛蒙會助長交配的反應，但人類檢測費洛蒙的能力已經遭到削弱，且只有很少的殘留影響。非靈長類動物的雌性会在交配过程中保持着脊柱前凸的狀態，但對於人類女性而言，此一反射基本毫无作用，且已被移除。人類的性交跟其他哺乳動物的交配不同，其不是由激素所制控，或是受到性費洛蒙的作用所軀使，而是一種自願的習得性行为，目的是以此獲得生殖性的獎賞回饋。

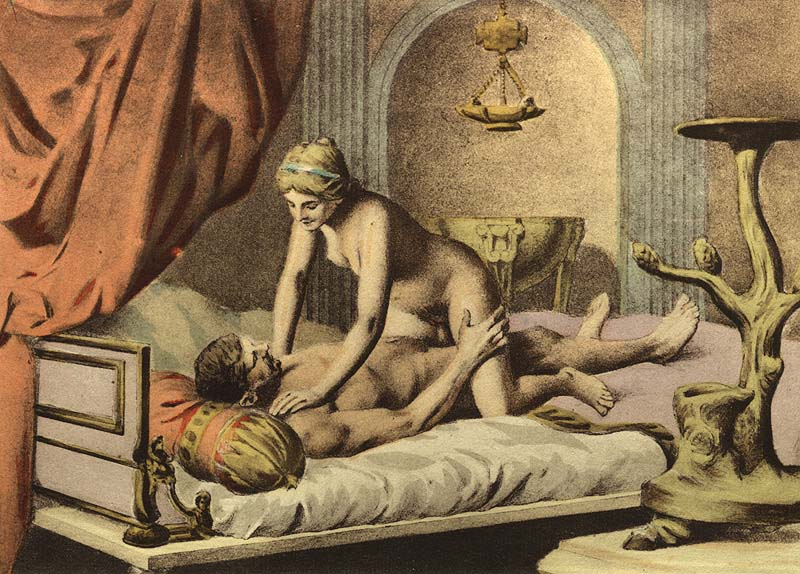
阿夫里爾對女上位的描繪——女上位是一种較为容易刺激陰蒂的体位

性交及其他性活動可包含各式各樣影响性刺激的要素（生理刺激或心理刺激）在內，例如性交体位的變化、性玩具的使用情况。在進行某些性活動之前，前戲亦可使伴侶得到充分的性喚起，令陰莖勃起，或使陰道得以潤滑。伴侣亦常常通過親吻、以帶有情欲的方式愛撫身體，來使另一方獲得性滿足，在性交过程中施行以上兩者亦能加强性滿足。
在交配期間，伴侶可調整臀部的面向，以成一条直线，使得陰莖可在陰道內來回移動，引起摩擦，过程中陰莖通常沒有完全移離陰道。這種方式可使雙方都獲得刺激，並使單方或雙方都獲得高潮。
對於人類女性而言，刺激陰蒂常在性活動中起了一個關鍵的作用；70-80％的女性都須以對陰蒂進行刺激的方式來達至高潮，但是間接刺激陰蒂亦可能足以令一些女士達至高潮，例如陰道交。一些伴侶可能因此選擇以女上位或貓式體位（一種結合傳教士式體位及施壓-反壓技術的性侵入體位）的方式去進行性交，以令刺激陰蒂的頻率最大化。

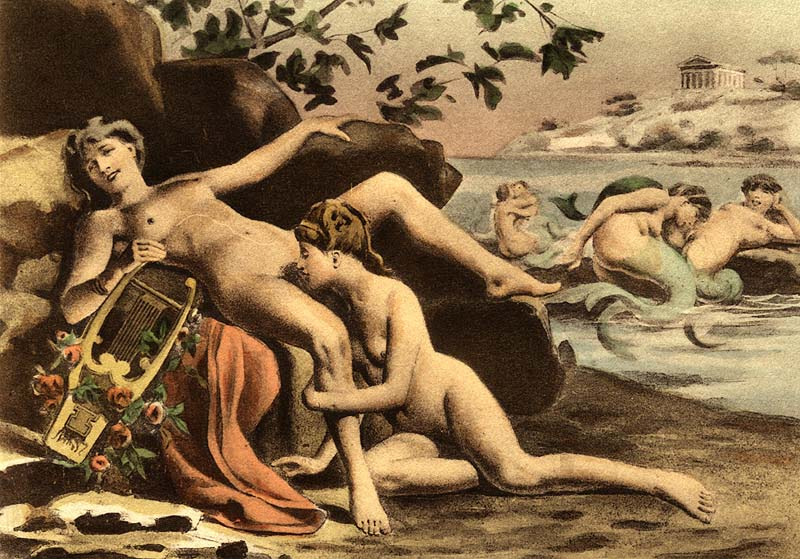
阿夫里爾所繪的一幅畫作，当中描绘莎孚生平中的舔陰情節

肛交的一般意思為將男性的陰莖插入其伴侣的直腸，以對肛門、肛門腔、括約肌瓣以及直腸等部位進行刺激的方式來獲取快感。但實踐者也可能把諸如性玩具和手指等刺激源插入肛門，以此實現舔肛和假陰莖肛交。
口交是指所有以口腔和喉嚨刺激生殖器或肛門的性活動，其有时会取代其他形式之性活動。實踐者也可能會從中吞入精液/阴道分泌液。
指交是指以手指挑逗陰蒂、陰戶、陰道或肛門的性活動，以達至刺激對方及令對方性喚起的目的。它既可以是一次性經驗中的全部，亦可以是相互撫慰、前戲或其他性行為的一個組成部分。

### 繁殖

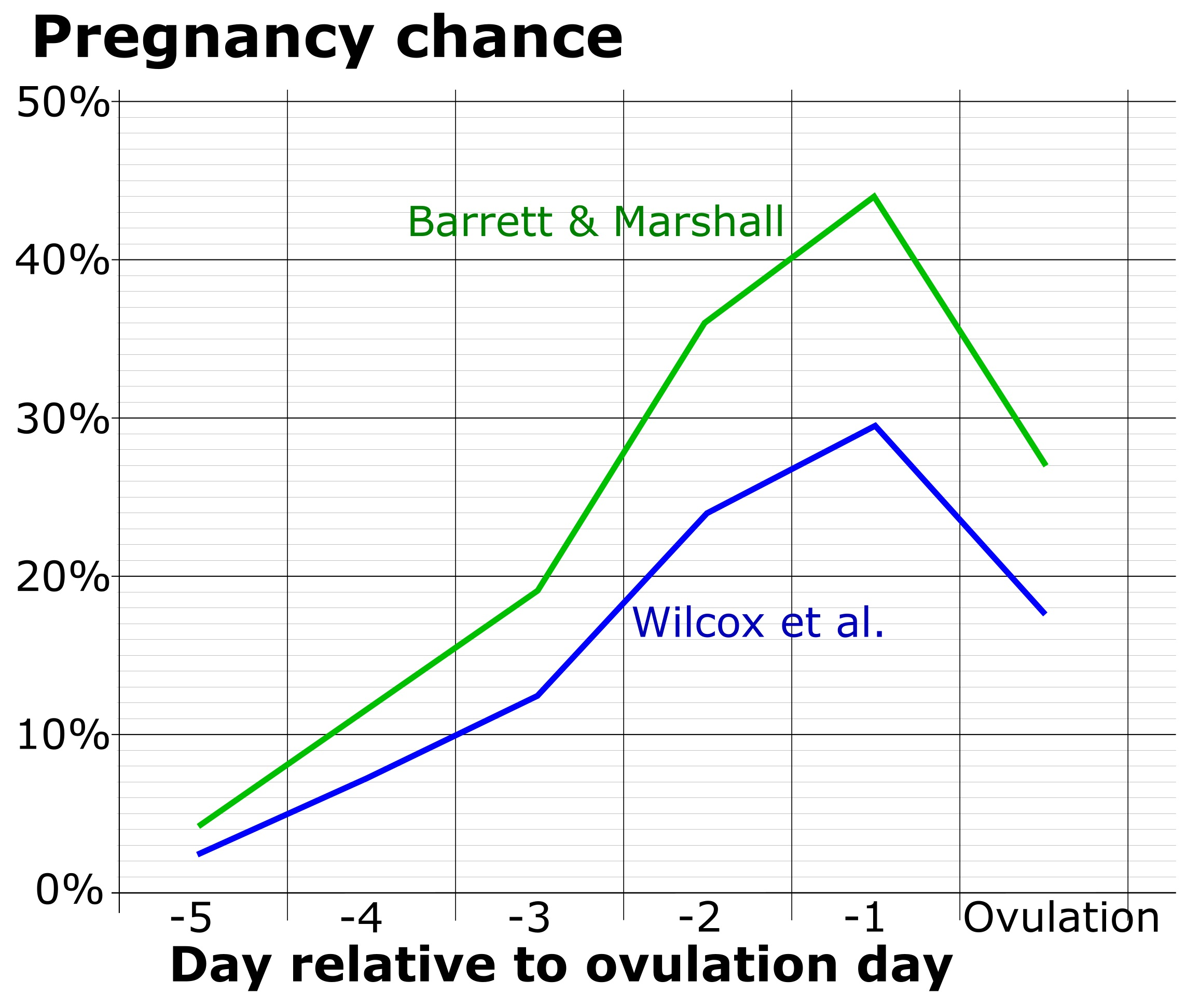
上述折線圖顯示了排卵前五天的受精機會

性交可能已有3.85億年的實踐歷史，地球上最古老的顎魚可能是第一種會通過交配繁衍後代的動物。人類一般以陰莖－陰道交的方式繁殖下一代。男性性高潮一般會伴隨射精，當中會發生一系列的肌肉收縮，把含有男性配子（精子）的精液從陰莖射至陰道內。精子後從阴道穹窿往子宮頸方向移動，進入子宮，再由子宮進入輸卵管。每次射精都有數以千萬甚至數以億計的精子射出，增加卵子受精的機會。當輸卵管中擁有能发育成新个体的卵子時，男性配子便會與卵子結合，引起受精，產生新的胚胎。當胚胎到達子宮時，它会植入至子宮內膜——這意味着懷孕的開始。人類的性活動與大多數物種不同——其與發情期無關：在生殖週期的任何一點，以至懷孕途中，人類女性都可以進行性活動。
因性交而懷孕的機會在排卵前約5天到排卵後1-2天為最高。醫學上有建議指若要使懷孕機會最大化，人們便需每隔1-3天性交1次。研究表明只要在過程中男方射精進入陰道，那麽不論他們採取哪一種性體位，懷孕機會也不会出现重大變化。
一名捐精者只為放出精子，而跟並非他伴侣的女性進行性交的舉動一般稱為「自然授精」，其跟人工授精相反。人工授精是輔助生殖技術的形式之一，其透過完全或部分人工的手段去達至最终目的——懷孕。就人工授精的情況而言，捐精者会向精子庫捐獻精子，並以那些精子協助擁有明確懷孕意願的女性授精。这一种醫學手段的目的某程度上等同性交。上述方法已被同性恋伴侣所應用。男同性伴侣可以以代孕的方式來獲得一名或數名子女，女同性伴侣則除了代孕之外，還可選擇异配授精。

### 安全性行为和生育控制
不少异性和同性伴侣都有採用各種手段去達至安全性行为的目的，当中包括非插入式性行為，异性伴侣也會把口交或/和肛交視为生育控制的方法。若陰莖與陰道十分接近（比如股间性爱、互相摩擦生殖器），那么即使只進行肛交或其他性活動，女方仍有機會懷孕，當中精子會在阴道口附近沿着阴道的润滑液进入陰道。此外即使阴茎不靠近阴道，怀孕的风险仍然存在，因为沾有精液的手指或其他身体部分有可能会跟阴道接触，使得精子从此一途径進入阴道。
安全性行为是一種跟緩減傷害有關的理念，使用避孕套則是安全性行为及生育控制的其中一種方式，其还被醫學界廣泛推舉为一种有效預防性傳染病的方法。根据美國國立衛生研究院及世界卫生组织的調查，相對於没有進行任何保护措施，正确及不間斷地使用乳胶安全套可使艾滋病的传播风险降低约85-99％。避免感染性傳播疾病的最有效方法是避免發生性行為，特别是阴道/肛/口交。
與生育控制有關的决定和选择可能受当事人的文化背景所影響，比如宗教信仰、性别角色，以及民俗。在天主教为最大宗教的国家当中，比如爱尔兰、意大利和菲律宾，人們較为着重推算安全期避孕法及生育能力計劃生育法，並会反對使用其他避孕方法。以全世界來計，絕育比以上兩种自然避孕法更为常见。於女性子宫置入子宮環（IUD）則是最常见及最有效的可逆避孕方法。在發展中國家，怀孕及避孕更为攸关生死，当中三份之一女性在20岁前就经歷至少一次分娩，但那些国家90％的不安全堕胎都可以通过有效的避孕方式來预防。
葛特馬赫研究所指出，在2002年，6200万名年齡介乎15-44岁的女性當中，就有62%至少采用一种避孕方法去避孕。在當時的美国，最普遍的避孕方法为服用避孕药（30.6%），其次為输卵管结扎（27.0％）以及使用男用避孕套（18.0％），27%使用避孕用品的青少年女性則以避孕套为首選。2014年，一份由凯泽家庭基金会發表的报告指出，在性活躍的美國青少年（年齡介乎15-19岁）當中，就有53％女性及66％男性报稱在上一次性交当中有使用避孕套；22.4％的青少年女性每日服用避孕藥去避孕。
在2010年，《美国性健康与行为调查》（NSSHB）指出「美国国內有使用避孕套的阴道交達四分之一（若只計單身的則有三分之一）......黑人和西班牙裔美国人比白人和其他种族更常使用避孕套......在性唤醒、性愉悦和性高潮這些方面，有使用避孕套者跟没有使用者的程度大致相若。」

### 盛行率

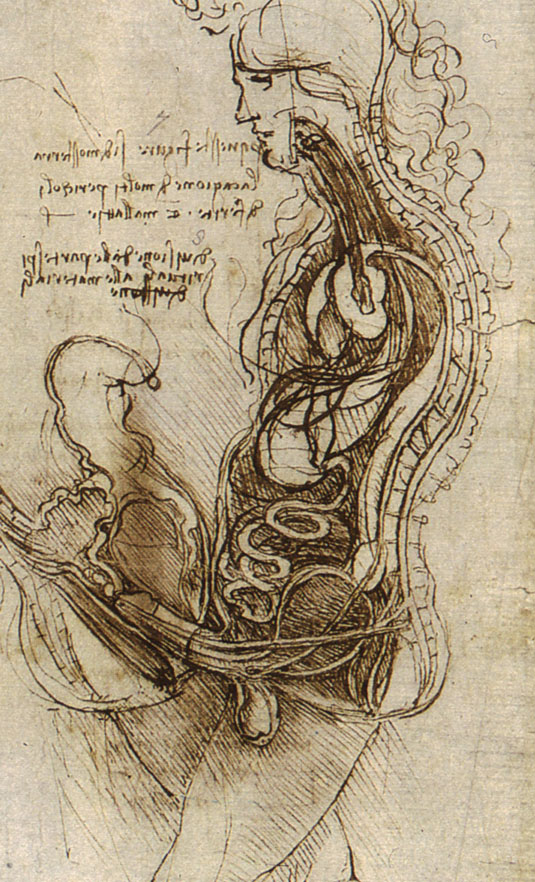
達文西於约1492年所绘的《男女性交解剖圖》（Coition of a Hemisected Man and Woman）表達了性交时身體內部会發生什麼。

「性交」一詞通常指的是陰莖－陰道交。研究表明，绝大多数异性伴侣几乎每次發生性行为时都会進行阴道交。美国性健康与行为调查在2010年指出陰道交是「最普遍的性行为，無分年龄、性别和种族。」克林特·布鲁斯（Clint E. Bruess）等人於2013年指出它是「一种最常被人研究的行为」，並表示在不同文化中，当人们提到「性行为」或「性交」时，往往是指「青少年性教育課程的重心。」韋騰（Weiten）等人指出性交是「在我們的社會中廣泛地受到認可和進行的性行為。」
2009年，美國疾病控制與預防中心亦指出：「研究表明，不論年纪，口交都是一種經常在性活躍之男女和同性伴侣当中实践的性行為，包括青少年伴侣。」美国性健康与行为调查在2010年指出，陰道交遠比肛交（以插入方來計）常見，但仍有13-15％年齡介乎25-49岁的男性有从事过肛交（插入方）。在肛交中扮演接受方的男性則比扮演插入方的罕见，大约只有7％年齡介乎14-94岁的男性有在肛交中扮演接受方。它还宣稱从事肛交的女性較男性少，但仍不算罕見：估计10-14％年齡介乎18-39岁的女性在过去90天內有參與肛交，多數女性表示從事肛交的頻率为每月一次或一年數次。
此外研究者已對不同文化中性交的盛行率進行比較。2003年，法国國家人口統計研究院進行一項名為《什么时候男性和女性才会發生第一次性交?》（At what age do women and men have their first sexual intercourse?）的跨文化研究。其首先研究撒哈拉沙漠以南的非洲地區（馬里、塞內加爾和埃塞俄比亞）。數據表明，身处這些社會的男性的性啟蒙晚於女性，但通常發生於婚外。該研究認為印度次大陸也包括在以上群体中，儘管相关數據只從尼泊尔取得。
數據表明，屬第二組的社会的家庭一般会鼓勵女兒晚婚，且在结婚前避免性活動。但卻会鼓勵兒子在婚前从老年女性或妓女身上獲得相关的經驗。身处這些社會的男性的性啟蒙早於女性。屬这组的社会包括南欧（葡萄牙、希臘和羅馬尼亞）和拉丁美洲（巴西、智利和多明尼加）。該研究認為許多亞洲社會也屬於這一群體，儘管相关數據只從泰國獲得。
在第三組，男性和女性的性啟蒙比較接近，但第三組之下又细分了兩个亚组。在非拉丁語系的天主教國家（比如波蘭和立陶宛）。性啟蒙开始得較遲，社会一般鼓勵晚婚，以及珍視男女的貞操。新加坡和斯里蘭卡的主流社会亦有类近的價值觀及行为模式。這項研究認為中國和越南也屬於這一組，儘管没从以上兩处地方獲得數據。在北歐和東歐，性啟蒙的时間一般較早。且不論男女，一般都会从事婚前性交合，該研究把瑞士、德國和捷克歸类为此一組。
1995年，美國的全国調查顯示，美國有至少3/4的男女在青少年晚期中進行过性交，超過2/3擁有性經驗的青少年有兩个或以上的性伴侶。据美国卫生及公共服务部發表的《2002年家庭增长的全国调查》（2002 National Survey of Family Growth），15-44岁的受訪者平均首次性交年龄分別为17.3岁（女性）和17.0岁（男性）。美国國家衛生統計中心的特別表列顯示，2011年至2013年此一數字進一步下降至17.2岁（不論男女）。美國疾病控制與預防中心指出在2011-2013年，44.1％的女性和46.8％的男性在19岁或以前从事过至少一次性交；43％美国未婚青少年女性及45.7％美国未婚青少年男性有从事过性交。中心还指出美国女性更多与比她們大1-3岁的男性发生首次性行为。
美国卫生及公共服务部在2002年的一份报告中指出，美国青少年首次从事性交及其他性活動的年齡正在延遲。在1988-2002年間，15-19岁的美国未婚青少年男性从事性交的比率由60％下降至46％，女性則由51％下降至46％。據一項在2013年發表於《柳葉刀》的英国全国調查顯示，英国兩性的平均首次性交年齡为17.0岁，16–24岁组則为16岁；60.7%的受訪者表示在过去4週中有从事过陰道性交；24.4%的受訪者表示在16岁以前有从事过性交；受訪者平均在其一生中擁有的性伴侣數量分別为4名（女性）及14.1名（男性）。
據中國性學家潘绥铭於2015年進行的調查顯示，60％的中國女性和40％的中國男性在20岁时已有过性交，25岁時則有90％左右，且未婚者中从來没有性生活者亦只有25％到33.3％（75％到66.7％有性生活），遠低於2000年時的數據（60-70％）。他亦在2010年的調查中指出，18到61岁的中國未婚者有过性交的比例已从2000年的37.7％升至2010年的49.1％；未婚男性与一个以上的人发生过性交的比例由15％升至45％左右，女性則由近乎0％升至30％。
據香港家庭計劃指導會於2022年為年齡介乎18-27歲的青年進行的調查顯示，72.5%的男性及64.5%的女性從事過性交，已從事過性交的男性及女性平均首次性交的年齡分別為18.2歲及18.4歲:40-42。88.2%及87.2%過去6个月有從事性交的男女進行過避孕:45。以安全套為首選避孕方法的男女分別有95.0%及88.1%:47。約4.4及8.1%的受訪男女曾使人懷孕/經歷懷孕最少1次:81。

## 與健康的關係

### 好處
性行為和性活動通常能为人類帶來好處。比如其會增加體内的抗體產生、降低血壓，从而使免疫力得以增強，並会降低男性患上前列腺癌的風險。性親密和性高潮還會使體内催产素的水平增加，其有助加強人與人之間的感情紐帶和信任。據信，催產素對女性的影響比男性大，这可能是女性更常把性吸引力/性行為跟戀愛和愛情聯繫起來的原因。臨床神經心理學家大衛·威克斯（David Weeks）進行了一項持續10年的長期研究，当中包括3500位年齡介乎18歲至102歲的測試對象。並在研究開始後的第10年客观地为受試者的照片評分。结果發現定期的性行為有助使人看起來更为年轻。

### 風險
细菌、病毒、寄生物可经由性接觸傳染（尤其是插入式性行為），造成性傳染病。諸如愛滋病和梅毒般的「性傳染病」亦可经由其他方式傳播，比如母嬰傳播、血液傳播、共用針筒。受到淋球菌或衣原體感染的女性早期通常不會有任何症狀出現，或不知道自己已被感染:126-127。未經妥善治療的衣原體感染可導致女性不育和異位妊娠，梅毒則可導致死產和新生兒死亡。未經妥善治療的淋病可引致流产、早產，以及新生兒死亡。若某孩子的母亲在妊娠的同时患有未经妥善治療的淋病或衣原體感染，則可能会導致該名孩子患上新生兒結膜炎（嚴重的眼睛感染），嚴重者或会失明。乙型肝炎也可通过性接觸傳染。全球約有2.96亿人是慢性乙肝攜帶者。
美國每年有2500萬多例新的性傳染病个案。在2020年，世界衛生組織估計每年约有3.74亿人感染可治癒的性傳播疾病（比如梅毒、淋病和衣原體感染），每天有100多万例新的性傳染病个案。某些性傳染病可引起生殖器潰瘍，令感染人類免疫缺陷病毒的风險增加；性傳染病本身也會增加風險。人類免疫缺陷病毒是世界头号的傳染性殺手之一：在2023年有估計指出，自人类免疫缺陷病毒疫情開始以來，已有約4040萬人因其死亡。2022年的估計亦指出全球约三分之二人类免疫缺陷病毒感染者來自非洲。其可通過血液检测來診斷。儘管目前无法治愈人类免疫缺陷病毒感染，但可以通過抗逆转录病毒治疗來控制病情，人类免疫缺陷病毒携带者仍可以享有健康且有益的生活。
早期醫療介入對所有懷疑人類免疫缺陷病毒感染者都是有好处的，美國疾病控制與預防中心表示：「跟人類免疫缺陷病毒携带者從事口交的風險遠低於肛交或阴道性交......但是要準確衡量因为口交而傳播病毒的風險仍是十分困難......因为許多性活躍的人在一次性经驗中除了会進行口交之外，还会進行其他形式的性活動，比如肛交或/和阴交，所以人類免疫缺陷病毒一旦傳染，便很難確定是那种性活動所導致......幾個相關因子会增加口交时傳播病毒的風險，包括潰瘍、牙齦出血、生殖器皰疹，和患上其他性傳染病。」
2012年全球约有2.13亿例怀孕个案，当中大約有8490万例（40％）屬意外怀孕，主要地区中約有50％的意外怀孕个案選擇墮胎，38％的个案順利分娩，其餘的則流产。在1990年至2008年間，美國青少年懷孕率下降了40％，从1000名青少年女性（15-19岁）中有116.3名懷孕下降至69.8名。以上數據包括活產、墮胎和流產。在2008年，共有约1750萬例青少年分娩以及墮胎个案發生於發達国家。
性活動能增加基因轉錄因子ΔFosB 於大腦獎勵中心的表達。因此，經常（每日）參與性活動可能会導致ΔFosB的過度表達，誘發当事人對性活動沉溺（性沉溺是指強迫性地參與性活動，儘管可能会为自己带來負面後果，比如影響个人生活、工作以及社交，不過至今仍沒有任何臨床診斷標準納入性癮這一狀態，現在的ICD-11只納入了強迫性性行為，且需在不考慮道德及社會不贊成這些因素的情況下，符合「儘管有不良後果或者只有很少/根本沒有得到滿足，仍會繼續重複進行性行為」這一條條件）。性沉溺或性慾亢進通常遭認為是一种衝動控制疾患，或是行為沉溺的一种。它已被認为跟多巴胺这种神經遞質的水平異常有关。其特點在於过份执迷於性交，以及失去相关的控制能力。有建議認为DSM-5應把這種「沉溺行為」归类为强迫型人格障碍。它亦遭認為跟遺傳因子有關。沉溺性交者的大腦對視覺性的性暗示有着較活躍的反應。尋求治療的患者通常會会見一名醫師，以便進行藥物治疗，以及其他疗法。克萊恩-萊文症候群是其中一种会導致患者性慾亢進的疾病，它的臨床表現包括嗜睡及性慾亢進，但是此一疾病的患者十分罕見。
性活動可能会導致猝死，尤其是透過冠狀動脈疾病所引起的，此一死法有时会被稱为性猝死、性交猝死，或馬上风，但性猝死的情況十分罕見。日常運動量少的人一旦進行性交或高強度運動时，其心臟病發作或猝死的風險便会略有增加。虽然定期鍛煉可以減少相关風險，但仍不能完全消去。瑞士的一項研究指出，所有跟性交有關的急症室求診个案中，只有少於1％为心血管疾病，10％的个案为創傷，神经系统疾病的則有12％，当中最常見的是頭痛，佔了49％。其后則是短暫性全面腦失憶（20％）以及蛛网膜下腔出血（22％）。

### 持續時間及相關障礙
若某次性交牽涉到一名男性的參與，那麼男方一旦射精，該次性交往往便就此結束，但其伴侣有可能尚未達至高潮。早發性射精對男士而言亦是十分普遍的現象，女性往往需花比男方更長的時間才能在性伴侣的刺激底下達至高潮。麥斯特與強生在他們的研究中發現，男性在與伴侶進行性交時，每位平均花約4分鐘便達至高潮，但在同樣情況之下，女性卻要花10-20分鐘才能達至高潮。相比下，女性以自慰達至高潮的時間就短很多：每位平均約花4分鐘。諸如魏滕（Weiten）般的学者指出：「許多伴侶都拘泥於『只應以性交（陰道交）來達至高潮』此一無謂的想法上......以至『前戲』此一用詞都在暗示它只是一項『事前準備』......因為女性在陰道交之中較難高潮的關係，所以她們更有可能會假裝高潮。」

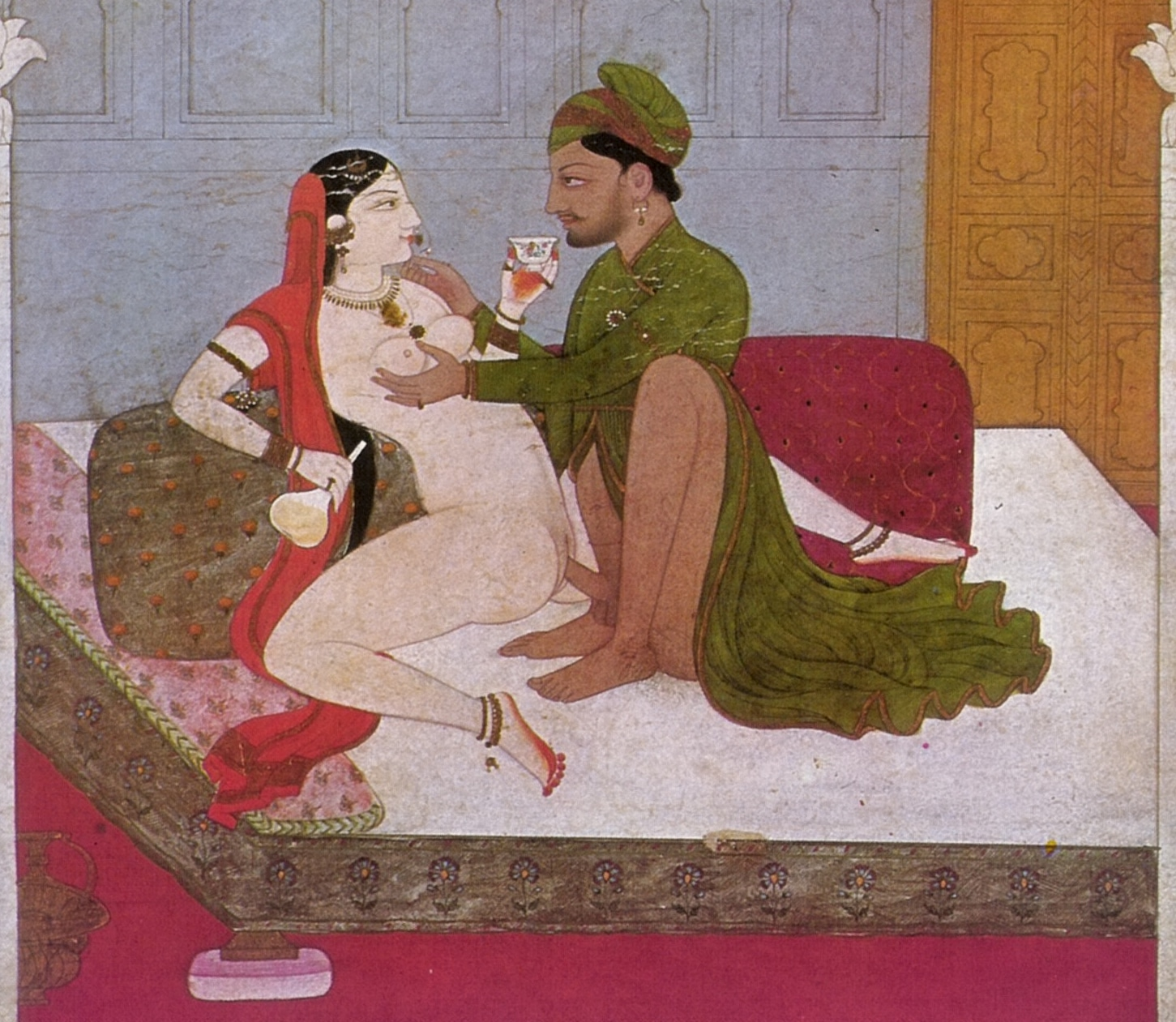
描绘一對印度伴侣（王子和一名女子）嘗試把性交延长的畫作

金賽研究所的学者們在1991年指出：「从插入陰道到射精之間的時間不僅因人而異，在同一男士中亦会有所變化......雙方皆滿意的性交持续时间便是最合适的時長」，他們还强调道：「虽然金賽發現75％的男性在插入后2分鐘內便会射精，但他並没有詢問這些男性或他們的伴侶是否對2分鐘的持续时间感到滿意......最近許多的研究報告都指出性交的持续时间稍比金賽所發現的長。」2008年，一份訪問加拿大和美國的性治療師的調查指出，異性交媾（性交）的平均持續时間为7分鐘，1-2分鐘則过短，3-7分鐘为适当，最理想的持续时间为7-13分鐘，但持续10-30分鐘的性交則反而过長。
在充足的刺激底下難以達至高潮的情況一般稱為高潮障礙，其会使当事人感到沮喪。高潮障礙常見發生於女性身上，且較男性患者多，這可歸因於缺乏關注女性身體的性教育，使人們缺乏諸如「刺激陰蒂通常是女性性高潮的關鍵」般的知識，此一現象在反性文化中特別常見。用於性交的身体结构較不利於刺激陰蒂，但有利于刺激陰莖；伴侣通常需以手指、口舌等刺激源對陰蒂的外部進行刺激，才能使女方達至高潮。大約25％的女性自感難以達至高潮，10％則從來沒體驗過一次高潮。4-5成的女性則對性生活存有不滿或在一生的某個階段體會過性喚起困難。
陰道痙攣是指因为骨盆底肌肉无意识地绷紧，而令女方在性交或往陰道插入任何物件时感到痛苦，甚至不可能進行任何形式的插入。它是由恥骨尾骨肌（或稱PC肌）的條件反射所引起的。陰道痙攣對某些女性而言是難以克服的，因為如果一名女性預期在性交過程中會感到疼痛，便有机会引致陰道痙攣，繼而使自我預言成真。治療陰道痙攣一般需從心理及行為這兩方面入手，比如陰道擴張器練習。此外已有測試證实肉毒桿菌毒素能治疗陰道痙攣，故此其已被加入部分陰道痙攣的治疗流程中。使人感到痛苦或不舒服的性交亦可歸类为性交疼痛。
約40％的男性自稱至少偶爾地会發生某種形式的勃起功能障礙（ED）。早發性射精比勃起功能障礙更為普遍，儘管各方估計不盡相同。由於研究者對早發性射精的定義不为一致，所以對其患病率的估計差異遠比勃起功能障礙的大。例如马约诊所指出：「儘管估計有所不同，但3个男士中便有1个在某些時候可能會受到其（早發性射精）影響。」；此外「麥斯特與強生推測，早發性射精是最常見的性功能障礙，即使会为勃起困難尋求治療的男性較多......[因為]雖估計15％至20％的男性在控制早發性射精方面遇上一些困難，但当中大多數不認為這是需要人幫助的問題，許多女性亦難以表達自己的性需求。」美国泌尿外科学会估計有21％的美国男性受到早發性射精的影響。
對於因生理疾病而併發勃起功能障礙的人而言，他达拉非、伐地那非、西地那非（俗名偉哥）等处方藥都有助於其回復至足以進行性交的硬度，但是醫師們警告説不要非必要地使用這些藥物，因為它們伴有嚴重的副作用，比如令心臟病發作的风險增加。选择性5-羟色胺再摄取抑制剂（SSRI）及達泊西汀这类藥物已在早發性射精的治療中有所應用。與没有服用任何药物时相比，服用達泊西汀的早發性射精患者在臨床性交試驗中花3-4倍时間才達至高潮。迟泄也是一种跟射精相关的障礙，它可由抗抑鬱藥物的副作用所導致，比如氟伏沙明；但所有SSRI型的抗抑鬱藥均具有延遲射精的副作用，氟伏沙明則是当中延遲效果最少的。
在對生殖器官及其某些構造進行大型的治疗后，当事人仍有很大机会可繼續从事性交，尤其是女性。許多婦科手術一般不会造成性交上的困難，比如子宮切除術、卵巢切除術、輸卵管切除術、子宮擴刮術、处女膜切开术、跟前庭大腺有关的手術、膿腫切除術、前庭切除術、陰唇縮小術、子宮頸錐狀切除術、治療癌症的外科手術、放射治療和化療。

### 其他障礙的影響
身心障礙者在從事性交时可能面臨各种各样的挑戰及困難，包括疼痛、抑鬱、疲勞、負面的身體意象、性功能障礙、焦慮、性欲低下、體內激素失衡，以及藥物治療的副作用。類風濕性關節炎患者的性功能對生活質量的影響通常遭到忽視。對於那些必須以鴉片類藥物控制疼痛的患者而言，性交通常會變得較難去实行。中風也可能会使当事人从事性交的能力大受影响。雖然諸如行动障碍和癌症般的身心障礙所引起的疼痛可能会使患者不能順利地完成性交，但身心障礙者的性交困難往往是心因性的。他們可能会對性交感到害怕，這可歸因於性的自我形象、伴侶以及自己的不安。当某人飲用大量酒精飲料时，其可能會出現暫时性的性交困難。因為酒精最初会以去除對行为的抑制力的方式，把性欲增加；但一旦攝取量增加，当事人便可能会失去性交能力。
智能低下者從事性交时也有可能面臨挑戰。有智力障礙的女性通常在性交時會遇到一些困难，主要原因包括为智力障礙者提供相关教育的尃業醫療人員過少。智力障礙者可能對性問題的討論顯得犹豫，他們的性知識普遍缺乏，接受性教育的機會也十分有限。此外还有其他会影響他们從事性交的障礙，比如智力障礙者遭性侵和性虐的机会較高，但只有少部分案件受到舉發。社会對「這类人群的性表達权利、月经失调的處理方法，以及相关保障法律」仍然缺乏共识。有智力障礙的女性可能缺乏接受性教育的機會，以及性健康保健知识。他們可能不能夠了解什麼是「性虐待」。一些智力障礙者並不具備「同意進行性交」的能力，因为他們對性交的了解可能十分有限，且欠缺获取避孕器具、篩查性傳染病/子宮頸癌的途徑及知識。

## 對特定群體的影響

### 成年人
諸如艾力克·康弗般的研究者假設道人類性行為有三項潛在且不互相排斥的好處/功能：生育、维持關係以及享樂。雖因避孕方法在20世紀中葉至20世紀晚期不斷進步的關係，使人們分離這三大功能的能力得以增加，但它們仍然顯著複雜地交織在一起。比如一對富生育能力的伴侣虽可能會發生有採取避孕方法的性交，但不全是為了體驗性愉悅（享樂），還以其作為维持情感親密的手段（维持關係），繼使他們的感情紐帶加深，以及使他們之間的关系更為穩定，还使得他們在未來更为有能力时才養育孩子（推迟生育）。时机的改變亦可能影響這對伴侣強調性交的哪一方面：有些時候所進行的性交可能強調一起共樂（享樂）；但在另一些時候會強調深層的感情聯繫（维持關係）；停止避孕後所進行的性交則較強調實現懷孕（生育，或生育和维持關係皆有）。
由於缺乏性交而引起的性饑渴會使離婚或關係破裂的風險增加，特別是男方的性饑渴。然而有些研究表明，如果已婚女士跟另一位男性一起調情/帶情欲地親吻/關係變得浪漫/發生性行為（外遇），那麼該名妻子的丈夫一般便會感到不滿，特别是情緒較負面和綜合婚姻滿意度較低的男性。其他研究報告亦指出因缺乏性交而導致離婚者並沒有佔很大比重，但其也是少部分离婚个案的根本原因。根據2010年的美國性健康與行為調查，與上一次性交是跟沒有任何關係的伴侶進行的男性相比，跟有關係的伴侶進行性交者在過程中的性喚醒水平較高、更为享受、擁有更少的勃起和性高潮問題，以及所感到的疼痛亦同樣較少。
對於女性而言，她們往往会因配偶缺乏性方面的自发性而感到不滿。她們的性活動減少的原因可能是不能保持自身的吸引力、会妨礙性伴侶進行性交的健康問題。一些女性表示她們最滿意的性經驗是跟別人有接觸交流的，此一聲稱一般不僅考慮對高潮的滿意度而作出。若丈夫發生了一夜情或多次不忠，身處於高衝突婚姻的妻子更有可能会選擇離婚。
另外有研究表明，同居的非婚伴侶進行性交的頻率比已婚夫婦的多，且更有可能從事該段關係以外的性活動，这可由蜜月期現象來解釋（跟伴侣一起从事的性交的新奇性）；通常情況下，一對夫婦結婚的時間越長，性交的頻率便愈少——夫婦平均每週進行1-2次的性交/其他性活動，或大约每月6-7次。年齡亦是性交頻率的影響因子，相對於年輕人，較年老的人从事性交的頻率較少。

### 青少年
青少年通常為了维持關係和享樂而進行性交，它可能對他們的生活產生負面或積極的影響。例如青少年懷孕可能在某些文化中受到美化，但在普遍社会中都會受到批评。研究表明青春期過早來臨（早熟）會使當事人擁有「要像成年人一樣行事」的壓力，即使他的情緒或認知还未成熟及完全。一些研究的結論認為從事性交會使青少年的壓力和抑鬱水平上升，尤其是青少女；青少女更有可能會進行高危的性行為（比如不使用避孕套的性交），但此一範疇可能需要更進一步的研究。一些國家會以守貞教育以及性教育來教導青少年有關性活動的知識，比如美國。這些課程是帶爭議性的，比如「是否只應留给父母或監護人教導兒童和青少年有關性交或其他性活動的知識？」此一問題就已有爭議。
一些在20世纪70年代至90年代進行的研究顯示，對於青少年而言，性交跟自尊是有關係的，但是其他在20世纪80年代至90年代進行的研究則表示，性交跟自尊在總體上只有很少關係，或根本沒有關係。到了90年代，證據一般都是支持後者，更進一步的研究亦同樣指出性交跟自尊只有很少關係，或根本沒有關係。麗莎·阿雷（Lisa Arai）這名學者指出：「『較早的性活動和懷孕跟自尊过低有关』的觀念在20世紀後半葉開始進入主流，特別是美國......一份關於自尊與青少年性行為、性態度、性意愿之間的關係的系統評價發現，62％的行為調查和72％的態度調查顯示兩者毫無統計學意義（Goodson et al，2006）。」但亦有研究發現不是童貞的少男的自尊心高於還是童貞的；自我意象差且自尊心低的青少女更傾向於從事高風險行為，比如無進行任何保護的性行為、擁有多個性夥伴。
心理學家林恩·龐頓寫道：「所有青少年都有性生活，不論是跟他人還是自己進行的，遭認為沒有性經驗的青少年亦同樣如是。」她還把青少年的性行為視為一種可能會為當事人帶來正面影響的經驗，而不是固有觀念中的「危险事件」，她認為其可幫助年輕人發展得更健康，並對日後的性生活做出更積極的選擇。還有一些研究者指出長期的浪漫關係，能使青少年獲得維繫日後的高質量關係所必需的技能。總體而言，青少年的積極浪漫關係可帶來長期的好處。高質量的浪漫關係亦與成年早期的高度献身有著關係，並跟社交能力正相關。

## 道德、宗教和法律觀點

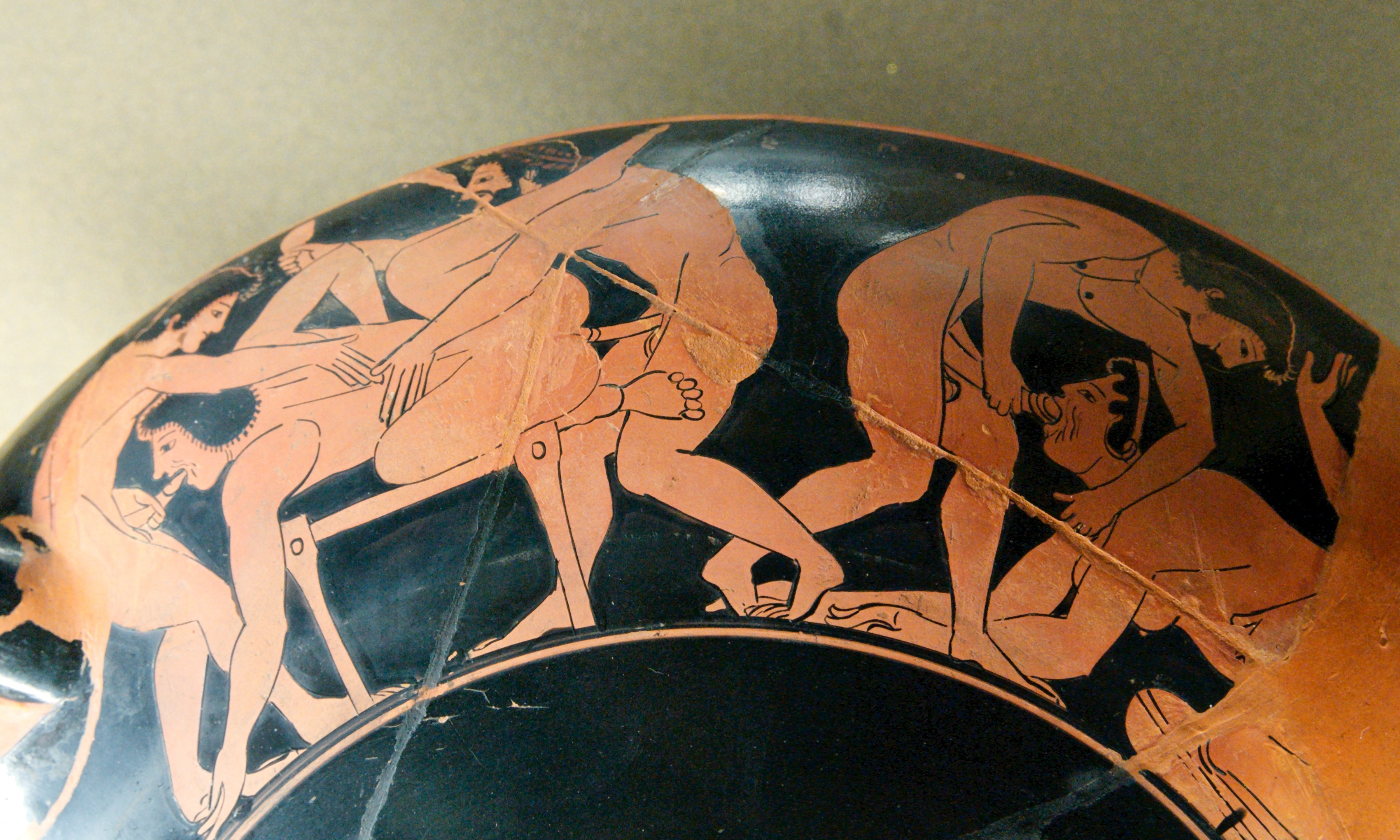
繪有春畫的古希臘基里克斯杯

雖然性交是人類繁殖後代的自然狀態，但人類具有規範性行為的道德倫理標準，那些標準往往是復雜的，並會受到宗教和法律的影響而變化。某些政府和宗教也嚴格規定了哪種性行為屬「適當」，哪種屬「不適當」。肛交在歷史上曾遭禁止或受到管制。

### 性犯罪
未經當事人同意或違背當事人意願的性交一般稱為强奸，但亦可稱為性侵犯，强奸在大多數國家都會遭認定為嚴重罪行。超過90％的強姦受害者是女性，99％的強姦犯是男性，只有約5％的強姦犯是受害者不認識的。
大多數已發展國家都設有最低合法性交年齡限制。規定了當事人進行性交的最低合法年齡。最低合法性交年齡通常為16-18歲，但其範圍可延伸至12-20歲，一些文化的最低性交年齡是依據非成文的習俗或傳統而定。不論當事人是否同意，與低於合法年齡的人所進行的性交，都會遭認定為性侵犯或法定強姦（視乎參與者的年齡差異而決定採用何者）。某些國家把任何與精神能力不足以「同意進行性交」者發生的性行為定為強姦，不論年齡性別。此法律的設立目的之一是為了保護兒少免受性侵或性剝削，但亦有觀點認為其剝奪了未成年人的性權利。性學家潘绥铭認為類似的規定應「因人而异地立法与执法」。

马克思·斯莱福格特對強姦的描繪

羅伯特·弗朗科耶（Robert Francoeur）等人指出：「在20世紀70年代以前，只有陰莖－陰道交才会遭視作強姦。」帕梅拉·卡爾布弗萊施（Pamela J. Kalbfleisch）和迈克尔·科迪（Michael J.Cody）表示這種看法是基於：「性行為只等同於陰莖－陰道交的想法；以此為基礎推論下去的話，強姦即等同強迫對方進行的陰莖－陰道交。而諸如強迫口交和同性脅迫般的性侵害行為，則因此不被視作強姦......儘管其他形式的強迫性接觸會依法定為性悖軌（例如肛交、口腔－生殖器接觸），但是在美國某些州的法律中，許多当事人不願意發生的性接觸都不被視作強姦。」Ken Plumber同樣指出：「大多數國家的法律把強奸定為非法的性交合。換句話說，陰莖必須跟陰道互相接合才会符合以上定義......其他針對女性的性暴力只会構成『不太嚴重』的性侵罪，例如強迫口交/肛交/插入其他東西至陰道。」
隨著時間的推移，某些國家及地區對於強奸的定義亦已延伸了不少，當中已包含各種類型的性侵入行為，比如肛交、口交、舔陰，以及把死物插入至生殖器或直腸。2012年以前，美國聯邦調查局（FBI）仍認為強姦只是男人對女性進行的犯罪行為。但在2012年他們對於強奸的定義已從「強迫該名女性進行，且違背她意志的性行為」改為「沒得到受害者同意而進行的性行為，包括不論多麼輕微的陰道或肛門侵入、把性器官插入口腔。」該定義并不對聯邦或州的刑法典，或聯邦、州或地方層面的起訴作出任何改動，卻使得美國的強姦案例能更準確地如实反映。没有任何性侵入的強迫性接觸在某些情況下亦會界定為強奸。
在部份文化中將近親間的性交視為亂倫，且視之為罪行。蒙纳士大学犯罪學高級講師詹姆斯·羅夫（James Roffee）曾聯同一名在英國、威爾士以及蘇格蘭工作的前家庭性活動法应对者，一同探討跟近亲性活動有關的潛在危害，比如容易産生有成長缺陷的後代。然而，法律更關心的是可能在當中遭受近亲虐待的人的權利，並予以適當條文保護——这就是不論當事人是否自願發生近親性交，一概認定为違法之原因。但香港性教育促進會副主席吳敏倫則反指近親性交並不一定是為了生育，且法律沒有禁止患遺傳病的人結婚生子，所以「容易産生有成長缺陷的後代」的論據不合理；而遭受近亲虐待的人亦可按其他法律處理。此外有些地區的法律禁止親屬之間的各種性行為，包括但不限于帶侵入成份的。相关法律所指的「近亲」一般包括祖父母、父母、子女、兄弟姐妹、伯叔舅嬸姨姑。但「近亲」的定義以及懲罰的嚴重程度會因國家及地區而異，「近亲」的定義可能包括，也可能不包括生物学上的父母、繼父母、養父母、异父同胞。
另一項關於「同意」與否的性事就是動物戀，指的一般是人與動物之間所發生的性行為，但亦可指對相关实踐的执着，屬性偏離的一种。在某些司法管轄區，某人與非人動物發生性行為不屬違法，但在其他地区，則会遭視为違反虐待動物法，或是干犯了违反自然罪。支持訂立相關法律的人所提出的理由包括「獸交對動物是有害的」、「動物無法表達同意與否」、「[獸交]有違人的基本尊嚴」。反對訂立者所提出的理由則包括「人類既然可以殺死動物並吃之，那麼禁止人獸交已在邏輯上說不通」、「吃動物也侵犯了人及動物的尊嚴」、「動物可以某些方式表達同意」。

### 浪漫關係

#### 婚姻關係
性交在傳統上往往遭視為婚姻的重要組成部分，許多宗教習俗都會要求当事人在成婚后洞房，把有性生殖視為婚姻最適合的證明及結合。在這種情況下，若因任何理由而洞房失敗，該婚事不需要任何離婚程序，即可視為无效。不論过去还是現在，在不同的社會和宗教中婚姻伴侶之間的性關係，一直視为「配偶應享有的權利」（marital right，亦稱婚姻权），尤其是指丈夫享有跟妻子發生性關係的權利。在20世紀後期以前，強姦法通常都豁免婚姻內的強奸，使得妻子不能以強姦法起訴強迫其進行性行為的丈夫。Oshisanya和'lai Oshitokunbo在他們合著的著作中指出：「由於女性的法律地位已經改變，『配偶享有跟自己性交的權利』此一觀念已變得不那麽普遍。」
通奸（與婚姻以外者從事性交）在某些司法管轄區中依然是刑事罪行。在某些司法管轄區，未婚伴侣的性交或同居也屬違法行為。在其他國家則相反——不需要婚姻基礎就可進行性交或繁殖下一代（比如说於冰島、挪威、瑞典、丹麥、保加利亞、愛沙尼亞、斯洛維尼亞、法國以及比利時產下孩子的母亲大多还没有结婚或已离婚）。
依据某些地區的離婚法，可以以拒絕與配偶進行性交為由申請离婚，並視作「因抛弃對方而離婚」（grounds of abandonment）。詹姆斯·德維爾（James G. Dwyer）在他的著作中指出設有無過錯離婚法能使「女性更輕易地从婚姻關係中脫離，並使妻子在婚姻中得到更多的控制权......這是『丈夫強姦妻子』的相关法律觀念改變所致。」
不同法律對「同性/同社會性別之間的性行為的定義和合法性」有着不同立場，比如於2003年進行裁決的大衛·布蘭奇福勞（David Blanchflower）申請跟西安·布蘭奇福勞（Sian Blanchflower）脫離婚姻關係一案中（他要求申請有過錯离婚，因為西安跟另一名女子發生性行為），新罕布什尔州最高法院的法官根據1961年版的新韋氏國際字典的相關定義，認為女女性行為和同性性行為一般不能视为性交，因此判定妻子（被告）並没有犯下通姦的「過錯」。有些國家認為同性性行為是可判處監禁或能處以極刑的罪行，比如屬伊斯蘭國家的伊朗。

#### 各宗教團體的看法
各宗教團體對於婚内或婚外性交合有着不同的看法：
- 包括天主教在內，基督教的大多數教派對於「可接受」和「不可接受」的性行為有着严格的觀點及規限[255]。大多數基督教徒對性交的看法受到各種對《聖經》的演繹的影響[256]。對於一些教派而言，婚外性交合本身就是一种罪恶；在這種情況下，性交合可遭稱为丈夫與妻子之間的「終生聖約」和「圣礼」[255][256]。儘管基督教在歷史上一般會提倡人們終生守贞禁欲[257]，但現今基本只有某些神職人員（例如宗教領袖）才會許下終生守贞的諾言，放棄婚姻和任何形式的性活動[256]。《聖經》的內容可遭解讀成只認定陰莖－陰道交为可接受的性行為[258][259]，而其他解讀則認为《聖經》並没有明確地提及口交或其他特定性行為，並認为婚内伴侣会否接受並進行「口交」完全纯屬个人的決定[258][260][261]。一些教派認為使用他們所認定的「人工避孕法」來防止生育下一代屬嚴重罪恶，因為他們認為婚姻的主要目的，或其主要目的之一是生育子女，而其他教派則不具有這種信念[262]。《舊約聖經》曾禁止在月經期間進行性交[261]。
  - 對於羅馬天主教會而言，如果婚禮慶祝活動舉行過後，配偶未曾完成至少一次性交，那麼該段婚姻便可認定为未遂聖事婚姻。不論其聖事未遂的原因，只要其中一方申请，這樣的婚姻教宗是可以解除的，一旦教宗解除了該段婚姻，便代表該段婚姻從一開始就是無效的，即是在規範法中該對配偶末曾結婚[263]。
  - 對於耶穌基督後期聖徒教會，或摩爾門教而言，婚姻之內的性行為是神聖的。摩尔门教教徒認為上帝是为了使夫妻生育兒女以及互相表達愛意，而授予了「性」这件事物给人类。摩尔门教反對教徒進行婚前性行為或對伴侣不忠[264]。
- 對於犹太教而言，一個已婚的猶太人需向妻子提供稱為「onah」（依字面意思可解作「她的時間」）的性愉悦。這是名为「ketubah」的猶太婚姻契约的其中一項条件。根據犹太教對婚姻的看法，性慾一般不被認定为罪恶，但需要選取適当的时間、地点以及方式去滿足性慾[265]。
- 對於伊斯兰教而言，有婚姻基礎的性行為是一种使人愉悦的靈性活動，以及是一种責任[266][267][268]。穆斯林男子可以擁有多達四位妻子。什葉派伊斯兰教允許男子擁有無數段臨時婚姻，這些臨時婚姻短則數分鐘，長則多年。其中該名男子可與跟自己为臨時婚姻关系的伴侣進行性交，但什葉派的女子只可擁有一段婚姻，不論婚姻关系暫時與否。遜尼派女性終生只可結一次婚；不論是臨時的還是永久的婚姻。在伊斯蘭教法中，像婚外性行為、通姦、肛交、同性性行為、私通般的性關係皆會歸類為齊納，並因此而被禁止[269][270][271]。
- 印度教之内對性交有着很多不同的看法，但印度教社會一般認為婚外性行為是不道德和可恥的[266]。
- 佛教的倫理觀念一般認为人不應追求或執著於肉體上的快樂，因為其會把人束缚於生死輪迴之中，也使人們不能達至「涅槃」的境界，由於佛教僧侶（即比丘和比丘尼）要致力於實現這一目標，所以他們会遵從戒律規定，完全禁慾。佛教的其他行為戒律（毗奈耶）和經典（波羅提木叉）亦會禁止出家人自慰、带淫念地接觸他人、對不同性別的出家人說話，以及發生其他性行为。佛教人士需遵從五戒，其中第三个即为「不邪淫」，亦即避免性行為不端。彼得·哈維（Peter Harvey）指出這個戒律「主要是為了避免因性行為而造成的痛苦。通姦——與他人的妻子發生性行为是最直接違反這戒律的作為，部分是因為該人所表現出的『貪』，另一原因則是對他人造成了傷害......如果一名男子與守護女或他女婦進行性交，那麼他就會違背戒律。顯然，強姦和近亲性交也是違背戒律的[272]。」佛教的典文並没有对非信者作出任何的規定及建議，比如没有規定其能不能自慰、能否發生同性或異性性行为，以及能否避孕。然而根據佛教的倫理觀念，像強姦般的社会性禁忌也可遭視为干犯了第三条戒律。諸如龍樹般的佛教徒亦就此在他們的著作中作出了不同的說明及建議[272]。
- 對於巴哈伊教而言，只有丈夫和妻子才可發生性關係[273]。
- 一神普救派並不会在參與者都同意的性交中設立邊界[274]。
- 對於婆羅摩·庫瑪立（英语：Brahma Kumaris）及毗拉毗達·婆羅摩·庫瑪立（英语：Prajapita Brahma Kumaris）这兩个宗教而言，慾望是所有邪惡的根源，且比杀人更坏[275]。信仰者会遭鼓勵保持純潔（獨身），目的是為了和平以及即將到來地上的天国。他們相信一旦天国到來（2500年后），孩子便会经由精神力量創造[276][277]。
- 威卡教信徒的相关看法就如威卡教经典《女神的诫命（英语：Charge of the Goddess）》中所寫的般：「让欢乐的心中充满对我[女神]的崇拜，因为一切爱与快乐的行为才是属于我的仪式。」此一段似乎在暗示威卡教的女神充許人們自由地探索肉欲和愉悦感。亦段亦已跟《巫士守則（英语：Wiccan Rede）》的最終格言混合：「威卡教的教規八字真言是，『為所欲為傷人不為』[278]。」威卡教鼓勵人們對他們的性接触負責，不論其种类[279]。
- 震教徒認為性交是所有罪惡的根源，故此他們認为包括已婚夫婦在內，所有人都應禁慾。有鑑於此，震教徒的數量不斷下降：从1840年的6,000名下降至2009年的3名[280]。
- 印度靈修大師美赫·巴巴（英语：Meher Baba）認為：「在結婚生活起始之时，伴侶会因慾望和愛而互相吸引，但是经过一段时间的相互依存后，慾望的元素便会減少，『愛』所佔的比例亦会有所增加。经过這個昇華過程后，慾望最终会讓位给深沉的愛意[281]。」

在某些情況下，兩個人之間的性交合会遭視为背离了宗教法或教義。包括天主教會和大乘佛教在內，許多宗教的領袖都会被指望完全禁慾，以使其能在宗教事務上投入更多的关注及忠誠。

## 其他動物

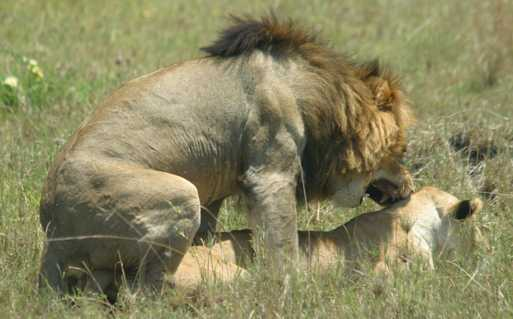
肯尼亚马赛马拉的一对獅子

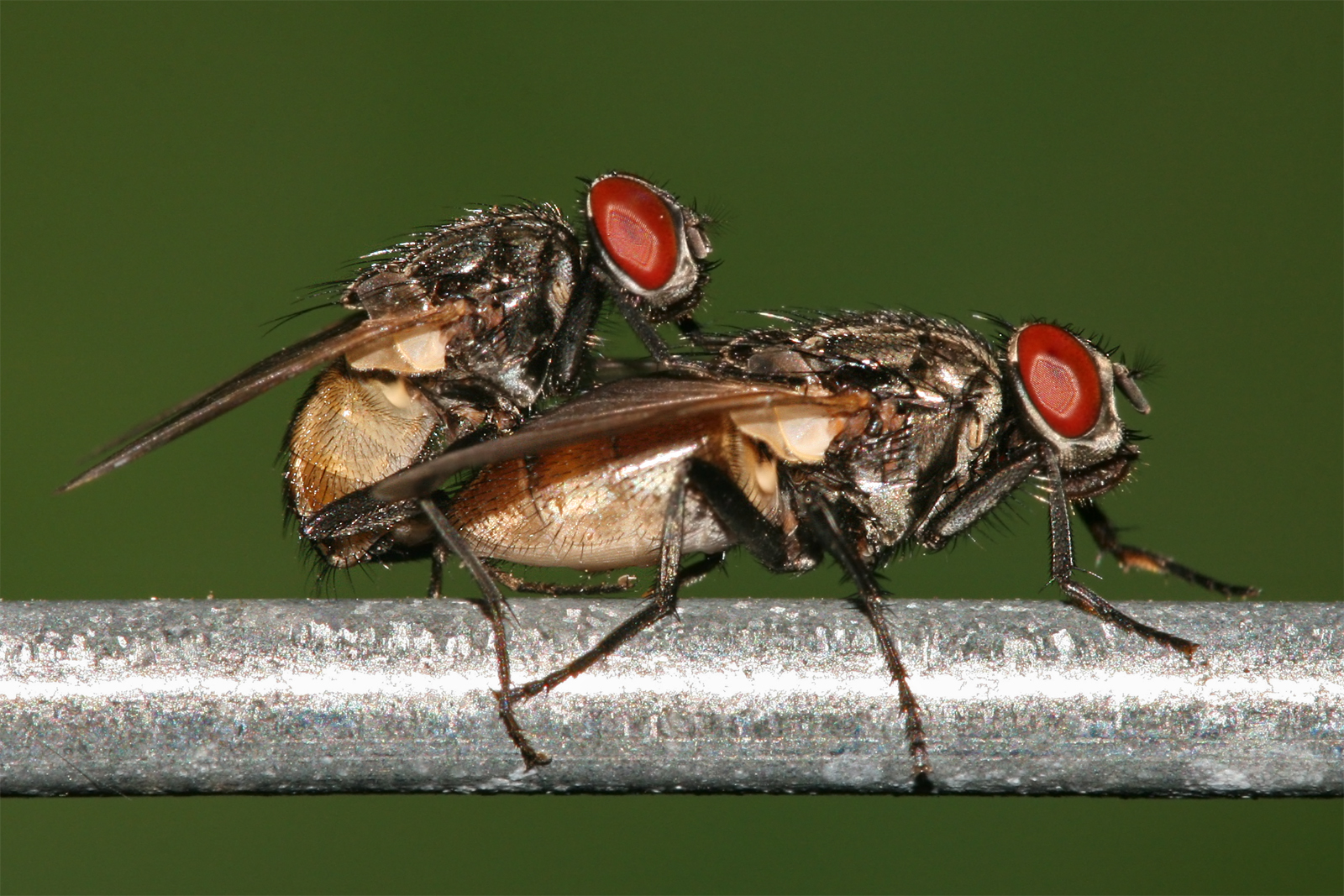
一对正在交配的家蠅

在動物學中，交配一詞通常是指雄性將精子引进至雌性身体內（特別是引进生殖道）的過程。蜘蛛有分雌雄。在交配之前，雄性蜘蛛会先结一个细小的网，后在网上射精。然後他將精子儲藏在他须肢的贮精囊裏，由此把精子轉移至雌性的生殖器。那些精子雌性可無限期地存儲在體內。
許多生活在水中的動物都會進行體外受精，而體內受精可能是因「在液体介质中保留配子」的需要而在奥陶纪晚期中演化出來。許多脊椎動物（爬行動物、一些魚類，以及大多數鳥類）的體內受精都是以泄殖腔交配的形式進行。而哺乳動物的交配則以插入陰道的方式進行。許多原始的脊椎動物会以體外受精進行有性生殖。
對於原始昆蟲而言，雄性一般會把精子儲存在底質中，但有些則儲存在特殊的身體結構內。牠們的求偶過程則只是誘導雌性將精子放至她的生殖器入口，當中沒有任何實際的交配行为發生。在某些生殖过程跟蜘蛛類似的生物中（比如蜻蜓），雄性会把二级生殖结构內的精子從其生殖器開口中移出，然後將其用於授精。蜻蜓的相关结構是一組经修改的背板，其位於腹部第二节。高等昆蟲的雄性会利用从腹部的末端部分延伸出來的雄蟲陽莖，將精子直接注入雌性的生殖道內，但有時精子会包在稱为精包的膠囊內。
不論雌性是否處於生殖週期中最有可能發生受精的時間段——發情期，倭黑猩猩、海豚以及黑猩猩也会照樣地从事異性性交，这些物种亦会發生同性性行為。在這些物种当中，性交已经演變成具有一定的社會作用，不再只是單單的純生殖性活動。

## 外部連結
- The International Encyclopedia of Sexuality
- Glossario di Sessuologia clinica – Glossary of clinical sexology
- Janssen, D. F., Growing Up Sexually. Volume I. World Reference Atlas
- Introduction to Animal Reproduction
- Advantages of Sexual Reproduction（页面存档备份，存于）